# Жерлык (посёлок)
Жерлык — посёлок в Минусинском районе Красноярского края, входит в состав Шошинского сельсовета.

## География
Посёлок находится на востоке района, на расстоянии примерно 41 км (по прямой) на восток-северо-восток от города Минусинск, на железнодорожной линии Абакан — Тайшет.

## Климат
Климат характеризуется суровой продолжительной зимой с длительными морозами и устойчивым снежным покровом. Средняя температура января -22.4ºС с возможным понижением до -57º С. В отдельные теплые дни теплых зим возможно повышение температуры воздуха до положительных значений. Весна поздняя, короткая, прохладная. Ясная ветреная погода и увеличение продолжительности солнечного сияния способствует быстрому прогреванию и просыханию почвы. Лето наступает в конце мая и продолжается 2.5 месяца. Средняя температура самого теплого месяца июля +16.9º С. Осенний период вдвое продолжительнее весеннего, характеризуется  ранними заморозками. Средняя годовая температуры воздуха -3.4º С. Годовое количество осадков –  510 мм. Максимальное за год количество осадков выпадает в июле-августе. Зимний сезон относительно сухой. Устойчивый снежный покров образуется в начале ноября. 

## Население
| 2010 |
| ---- |
| 71   |

Постоянное население составляло 79 человек в 2002 году (99 % русские), 71 человек в 2010 году.